# Point Davis
Point Davis är en udde i Antarktis. Den ligger i Sydorkneyöarna. Argentina och Storbritannien gör anspråk på området.
Terrängen inåt land är kuperad norrut, men åt sydväst är den platt. Havet är nära Point Davis åt sydväst. Trakten är obefolkad. Det finns inga samhällen i närheten.